# Jung Gil-Ok
Jung Gil-Ok (en coreano: 정길옥; 15 de septiembre de 1980) es una deportista surcoreana que compitió en esgrima, especialista en la modalidad de florete.
Participó en dos Juegos Olímpicos de Verano en los años 2008 y 2012, obteniendo una medalla de bronce en Londres 2012 en la prueba por equipos. Ganó tres medallas en el Campeonato Mundial de Esgrima entre los años 2005 y 2011.

## Palmarés internacional
| Juegos Olímpicos   | Juegos Olímpicos      | Juegos Olímpicos  | Juegos Olímpicos    |
| Año                | Lugar                 | Medalla           | Prueba              |
| ------------------ | --------------------- | ----------------- | ------------------- |
| 2012               | Londres (Reino Unido) | Medalla de bronce | Florete por equipos |
| Campeonato Mundial |                       |                   |                     |
| Año                | Lugar                 | Medalla           | Prueba              |
| 2005               | Leipzig (Alemania)    | Medalla de oro    | Florete por equipos |
| 2006               | Turín (Italia)        | Medalla de bronce | Florete por equipos |
| 2011               | Catania (Italia)      | Medalla de bronce | Florete por equipos |